# Inzulin
Inzulin je hormon koji luči žlijezda gušterača (pankreas), a služi za regulaciju šećera u krvi, te metabolizam ugljikohidrata i masti u tijelu. To je protein koji potiče unos glukoze iz krvi u tjelesne stanice gdje se pretvara u energiju za tijelo. Glukoza je grožđani šećer u kojeg se, prilikom probave, rascijepe namirnice koje sadrže ugljikohidrate. Inzulin također omogućava da se prekomjerna glukoza sprema u mišićima i u jetri (glikogeneza), te regulira sintezu novoga šećera koji ulazi iz jetre u krvotok (glikogenoliza). Ako inzulina uopće nema ili ako ga je premalo, šećer ne može nikako, ili samo djelomično, dospjeti u tjelesne stanice. Ostali šećer se zadržava u krvi, što se može izmjeriti. Normalna koncentracija šećera u krvi natašte iznosi 3,75 - 6,0 mmol/L (67 – 108 mg%).
Kada dođe do poremećene regulacije inzulina u tijelu razvija se dijabetes ili šećerna bolest (lat. Diabetes melitus). Kod šećerne bolesti tipa 1 tijelo ne proizvodi inzulin pa ga je neophodno nadomjestiti. Kod pacijenata šećerne bolesti tipa 2 može se razviti inzulinska rezistencija, tako da organizam nema dovoljnu količinu inzulina. Kada se kod takvih pacijenata više ne uspije održati normalna razina glukoze u krvi s tabletama (oralni hipoglikemici, oralni antidijabetici) također se započinje s inzulinskom terapijom.
Inzulin je peptid koji se sastoji od 51 aminokiseline, a izgrađen je u obliku dva lanca, međusobno povezana s dva disulfidna mosta. Proizvodi se u beta stanicama Langerhansovih otoka gušterače. Ime potječe od latinskog insula što znači otok. Molekularna masa inzulina iznosi 5.808. Cijeli pankreas producira dnevno oko 80 - 100 jedinica inzulina. Struktura inzulina se nešto razlikuje između životinjskih vrsta i humanog (ljudskog) inzulina. Najsličniji ljudskom inzulinu je svinjski inzulin. Tako se ranije inzulin izolirao ekstrakcijom iz svinjske ili goveđe gušterače. Takav inzulin nije bio najučinkovitiji iako se od ljudskog tek neznatno razlikovao. Problem je bio i u tome što je takav inzulin sadržavao i primjese ostalih struktura pankreasa pri čemu je moglo doći do jakih i po život opasnih alergijskih reakcija. Danas se pak inzulin proizvodi kao čist ljudski inzulin tehnologijom rekombinantne DNK (proizvodnja uz pomoć genetski modificiranih kvaščevih gljivica ili bakterije Escherichije coli).
Inzulin može vezati cink pri čemu nastaju dimeri ili dolazi do stvaranja još većih agregata. Primjenjuje se parenteralno i to supkutano - pod kožu. Nekoć je primjena inzulina zahtijevala uporabu šprica i igala, međutim danas se skoro svi pripravci inzulina primjenjuju uz pomoć štrcaljki u obliku olovke - "Pen systems". Takva primjena je praktična za svakodnevna injektiranja, vrlo jednostavna i sterilna.

## Povijest inzulina
1869. godine student medicine Paul Langerhans je u Berlinu proučavao strukturu gušterače pod mikroskopom i tada je identificirao neko tkivo razasuto po cijeloj gušterači koje do tada još nije bilo primijećeno. Funkcija „male hrpe stanica“ kasnije nazvane po njemu Langerhansovi otočići, još nisu bili poznati. Edouard Laguesse je predložio da bi oni mogli proizvoditi neki sekret koji ima ulogu u probavi. Paul Langerhansov sin, Archibald, također je potpomogao da se ustanovi točna uloga u probavi.
U 1889. godine poljsko-njemački liječnik Oscar Minkowski u suradnji s Josephom von Meringom je uklonio gušteraču zdravom psu radi utvrđivanja njene uloge u sustavu probave. Nekoliko dana nakon što je gušterača uklonjena čuvar pokusnih životinja otkrio je da se na urin tog psa skupljaju muhe. Pri testiranju urina, našli su u njemu veliku koncentraciju šećera što ih je navelo da uspostave prvi put odnos između gušterače i dijabetesa. 1901. godine Eugene Opie je otišao još korak dalje i utvrdio vezu između Langrehansovih otočića i dijabetesa. On je otkrio da se šećerna bolest razvija kada se uništi dio ili svi Langerhansovi otočići.
U narednih dvadesetak godina mnogi su pokušavali izolirati sekret gušterače: George Ludwig Zuelzer (1906. godine), E.L. Scott (1912. godine), Izrael Kleiner (1915. godine).
Nicolae Paulescu, profesor fiziologije na Sveučilištu medicine i farmacije u Bukureštu, uspio je prvi izolirati inzulin, kojeg je nazvao u to vrijeme pancrein. 1921. godine je objavio rad koji je proveden u Bukureštu. Korištenje njegove tehnike je patentirano u Rumunjskoj, iako nije bilo kliničkih uporabe.
U listopadu 1920. godine kanadski kirurg Frederick Banting je proučavao radove Minkowskog i došao do zaključka da je bi sekret koji stvara gušterača mogao biti ključ liječenja šećerne bolesti. Pretpostavlja da ako bi se podvezale krvne žile gušterače, uspješno bi se izolirao sekret Langerhansovih otoka koji bi se mogao koristiti za liječenje šećerne bolesti. U proljeće 1921. godine odlazi u Toronto gdje iznosi svoje ideje profesoru fiziologije Sveučilišta u Torontu J. J. R. Macleodu.  Macleod je u početku skeptičan, ali je na kraju pristao pustiti Bantinga da koristi njegov laboratorijski prostor dok je on na ljetnom odmoru. Ujedno mu je nabavio 10 pokusnih pasa i dva studenta medicine Charles Besta i Clark Noblea za asistente. Kako mu je trebao jedan, bacanjem novčića odlučeno je da će to biti Best. Banting i Best su uspjeli izolirati sekret iz Langrehansovih otočića za proizvodnju ekstrakta koga su nazvali izletin (sada poznat kao inzulin). Dobiveni ekstrakt su ubrizgavali pankreatomiziranom psu imena Alfa i uspjeli su ga održati živim do kraja ljeta jer je izletin uspješno snižavao razinu šećera u krvi i kod psa se nije razvila šećerna bolest.
Po povratku Macleoda u Toronto, Banting i Best su mu predstavili svoje rezultate u jesen 1921. godine. On je pronašao neke propuste u dizajnu istraživanja pa je predložio da se pokusi ponove u bolje opremljenom laboratoriju. Već poslije nekoliko tjedana bilo je jasno da je drugi krug pokusa uspješan, pa Mecloud pomaže da se u studenom 1921. godine objave radovi. Na žalost proces dobivanja izletina je trajao oko šest tjedana što je dosta dugo, pa je Banting predložio da koriste sekret fetalnog teleta kod kojeg još nije razvijen probavni sustav. Metoda je bila uspješna tako da je riješen i problem opskrbe. Sljedeći problem je bio pročistiti ekstrakt pa je Mecloud u prosincu 1921. godine pozvao u pomoć biokemičara Jamesa Collipa da pomogne oko problema. U roku od mjesec dana tim se osjećao spremnim za kliničko ispitivanje.
11. siječnja 1922. godine 14-godišnji dijabetičar Leonard Thompson je umirao u bolnici u Torontu. Dobio je prvu injekciju inzulina. Međutim, ekstrakt nije bio dovoljno pročišćen tako da je pacijent dobio teške alergijske reakcije pa je dalji tretman otkazan. Tijekom sljedećih 12 dana, Collip radili dan i noć kako bi poboljšali čistoću ekstrakta, a druga doza je ubrizgana 23. siječnja. Ovaj put terapija je bila potpuno uspješna, bez očitih znakova alergijskih reakcija i nuspojava, a glikozurija (nalaz glukoze u mokraći) je potpuno eliminirana. Prvi američki pacijent je bila Elizabeth Hughes Gossett, kći guvernera New Yorka. Prvi bolesnik koji je bio liječen u SAD-u je James D. Havens (umjetnik drvoreza). Dr. John Ralston Williams uvezao je inzulin iz Toronta u Rochester, New York, za njegovo liječenje. Od tada je veliki broj djece koja su bila u dijabetičkoj komi i umirao po bolnicama su spašen.
Banting i Best nisu nikada dobro surađivali s Collipom, on se osjeća kao uljez i on ubrzo napušta njihov tim. Tijekom proljeća 1922. godine Best je uspio poboljšati svoje tehnike do točke da su se mogle proizvesti velike količine inzulina, ali je i dalje bio problem u čistoći. Američka farmaceutska kompanija Eli Lilly je ponudila svoju pomoć u travnju. U studenom, Lilly je napravio veliki pomak i bio je u stanju proizvesti velike količine visoko rafiniranih inzulina. Ubrzo nakon toga počelo se s liječenjem inzulinima. 1923. godine osnovana je prva europska tvrtka za proizvodnju inzulina u Danskoj - Nordisk Insulinlaboratorium (sada Novo Nordisk A/S).
1923. godine Banting i Macloud su predloženi za Nobelovu nagradu. Međutim Banting se pobunio protiv Macloudove nominacije, pa je nagradu podijelio s Bestom.
Životinjski (animalni: goveđi i svinjski) inzulin je ostao dugo kao jedini inzulin. 1950. godine je otkriven sekvencijski raspored aminokiselina u humanom inzulinu. Prvi sintetski inzulin proizveden je ranih šezdesetih godina, a prvi genetski sintetički humani inzulin je proizveden 1977. godine. Njegova komercijalna prodaja počela je 1988. godine u tvornici Eli Lilly. Daljim istraživanjima inzulina, tijekom devedesetih godina dvadesetog stoljeća napravljena je nova generacija inzulina tzv. humani inzulinski analozi ili moderni inzulini koji imaju bolje karakteristike od humanih inzulina (brže ili dulje djelovanje, izazivaju manje hipoglikemija...)

## Podjela inzulina
U čistom obliku inzulin počinje djelovati vrlo brzo – već nakon pola sata. Međutim, najčešće je potrebno imati inzulin koji će brzo djelovati, ali da se to djelovanje zadrži dugo.
S obzirom na brzinu, intenzitet i trajanje inzuline dijelimo na 3 skupine:

#### 1. inzulini kratkog djelovanja
- humani inzulini: početak djelovanja 30 minuta, vrhunac djelovanja od 2.5 do 5 sati, duljina djelovanja 4 do 12 sati
- humani inzulinski analozi (lispro inzulin, inzulin aspart, inzulin glulizin): početak djelovanja od 10 do 20 minuta, vrhunac djelovanja 30 minuta do 3 sata, duljina djelovanja do 5 sati.

#### 2. inzulini srednje dugog djelovanja
- humani inzulini (NPH inzulin): početak djelovanja nakon 1 do 2 sata, vrhunac djelovanja od 4 do 12 sati, duljina djelovanja do 24 sata

#### 3. inzulini dugog djelovanja
- humani inzulini (ultratard inzulini): početak djelovanja nakon 4 sata, vrhunac djelovanja od 8 do 24 sata, duljina djelovanja do 28 sati,
- humani inzulinski analog (inzulin glargin i inzulin detemir): glargin - početak djelovanja nakon 3-4 sata, bez vrhunca djelovanja, duljina djelovanja do 24 sata i više; detemir: početak djelovanja nakon 3-4 sata, vrhunac djelovanja 3-9 sati, duljina djelovanja do 23 sata)

Nakon početka masovne uporabe inzulinskih pripravaka utvrđeno je da pacijentima nije dovoljna samo jedna vrsta inzulina, već su se inzulini kratkog djelovanja miješali s inzulinima srednje dugog djelovanja. Zbog toga su se pojavili tzv. predmiješani inzulini koji u svojoj formulaciji sadrže točno određene količine oba inzulina. Najčešće broj u imenu formulacije inzulina označava koncentraciju brzo djelujućeg inzulina (europske zemlje). U predmiješanim inzulinima nalaze se humani inzulini ili humani inzulinski analozi kratkog djelovanja te humani inzulin srednje dugog djelovanja.